# Daniel Finch (2e comte de Nottingham)
Pour les articles homonymes, voir Finch.
 (août 2008).
Si vous disposez d'ouvrages ou d'articles de référence ou si vous connaissez des sites web de qualité traitant du thème abordé ici, merci de compléter l'article en donnant les références utiles à sa vérifiabilité et en les liant à la section « Notes et références ».
Daniel Finch, 2e comte de Nottingham, 7e comte de Winchilsea en 1729, né le 2 juillet 1647 à Londres et mort le 1er janvier 1730 à Burley, est le fils d'Heneage Finch, 1er comte de Nottingham.

## Carrière politique
Daniel Finch entre au Parlement pour Lichfield en 1679. Il est l'un des conseillers privés qui, en 1685, signent la proclamation du duc d'York, mais, durant l'ensemble du règne de Jacques II, il demeure loin de la cour. Au dernier moment, il hésite à rejoindre Guillaume d'Orange et, après l'abdication de Jacques II, il est le chef du parti en faveur de la régence.
Il décline le poste de lord chancelier sous Guillaume et Marie II, mais accepte celui de secrétaire d'État, qu'il conserve jusqu'en décembre 1693. Sous le règne d'Anne Ire, il accepte le même poste en 1702 dans le ministère de Sidney Godolphin, premier comte de Godolphin, mais finalement se retire en 1704. Lors de l'accession au trône de George Ier, il est nommé Lord Président du Conseil, mais, en 1716, il se retire finalement du Cabinet. Il hérite du comté de Winchilsea (avec lequel le titre de comte de Nottingham est uni) le 9 septembre 1729 et meurt le 1er janvier 1730.

## Mariages et enfants
Daniel Finch épouse en premières noces le 1er janvier 1707-1708 Essex Rich, fille de Robert Rich, 3e comte de Warwick et d'Anne Cheeke (laquelle est elle-même la fille de Thomas Cheeke de Pirgo et d'Essex Rich Senior). Essex Rich Senior est la fille de Robert Rich, 1er comte de Warwick et de Penelope Devereux, Lady Rich. Essex devait probablement son prénom à son grand-père maternel Walter Devereux, 1er comte d'Essex. Sa grand-mère maternelle est Lettice Knollys.
Daniel et Essex, n'ont qu'une fille : Mary Finch, mariée plus tard à John Ker. Elle est également l'objet de l'amour de William Savile, ainsi que la mère de Dorothy Saville mère et de Richard Boyle, 3e comte de Burlington.
Daniel Finch épouse en secondes noces Anne Hatton, fille de Christopher Hatton, vicomte d'Hatton, avec laquelle il a dix enfants :
- Daniel Finch (8e comte de Winchilsea) (24 mai 1689 – 2 août 1769), 8e comte de Winchilsea. Il se marie en premières noces avec Frances Feilding, fille de Basil Feilding, 4e comte de Denbigh, et Hester Firebrace, puis, en secondes noces, avec Mary Palmer, fille de Thomas Palmer, premier baronnet de Palmer. Il n'a pas de descendant connu.
- Edward Finch († 16 mai 1771). Il épouse Elizabeth Palmer, autre fille de Thomas Palmer, premier baronnet de Palmer. Ils ont trois enfants, dont George Finch-Hatton.
- Henry Finch.
- Essex Finch († le 23 mai 1721). Elle se marie avec Roger Mostyn (3e baronnet) de Mostyn. Ils sont les parents de Thomas Mostyn, quatrième baronnet de Mostyn, et de deux autres enfants.
- Henrietta Finch († 14 avril 1742). Elle se marie avec William FitzRoy, un fils de Charles Fitzroy, 2e duc de Cleveland, et d'Anne Poultney. Ils n'ont pas de descendant connu.
- Mary Finch (1701 – 30 mai 1761). Il ne faut pas la confondre avec sa demi-sœur, plus âgée. Elle se marie avec Thomas Watson-Wentworth (1er marquis de Rockingham).
- Charlotte Finch (1711 – 21 janvier 1773). Elle se marie avec Charles Seymour (6e duc de Somerset). Ils sont les parents de Charlotte Seymour et de Francis Seymour.
- Elizabeth Finch (1723 – 10 avril 1784). Elle se marie avec William Murray. Aucun descendant connu.
- William Finch (vers 1730 – 25 décembre 1766). Il se marie avec Charlotte Fermor, fille de Thomas Fermor. Ils sont les parents de Sophia Finch et de son jeune frère George Finch (9e comte de Winchilsea).
- John Finch (en) (avant 1730-1763).